# Чемпионат мира по шоссейным велогонкам 2018 — групповая гонка (юниоры)

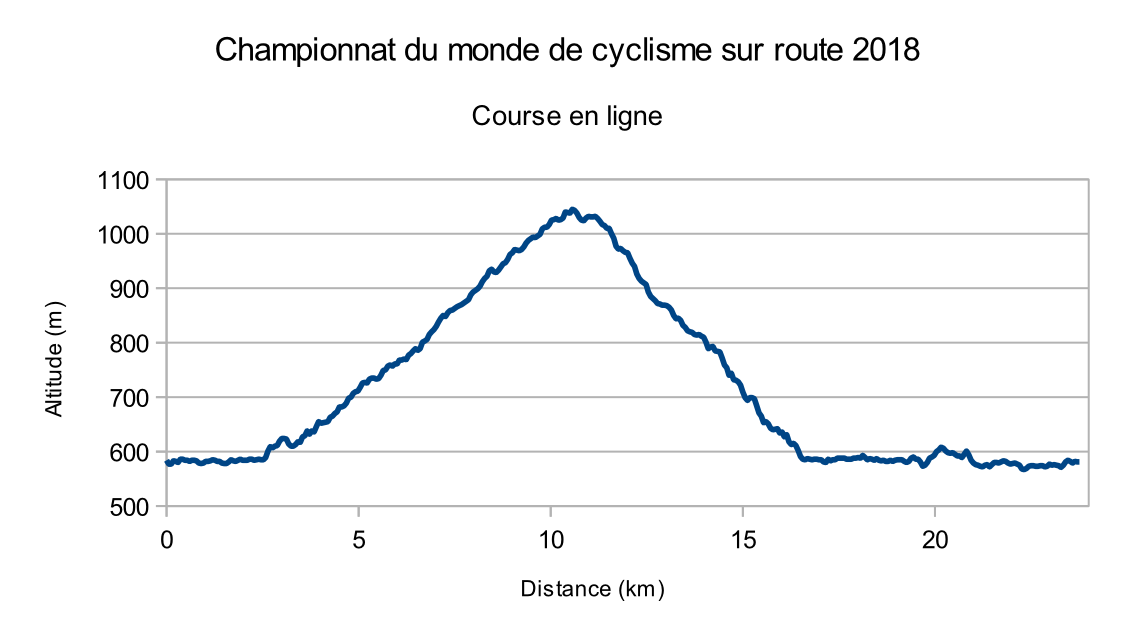
Профиль основного круга

Групповая гонка у юниоров на чемпионате мира по шоссейным велогонкам 2018 года прошла 27 сентября в австрийском Инсбруке.

## Участники
Страны-участницы определялись на основании рейтинга UCI Men Juniors Nations' Cup. Максимальное количество гонщиков в команде не могло превышать 6 человек. Помимо этого вне квоты могли участвовать действующие чемпион мира и чемпионы континентальных чемпионатов. Всего участие приняло 159 участников из 54 стран.
| 6 участников                                                                        | 5 участников                                                    | 4 участника          | 3 участника                          | 2 участника | 1 участник                                                                                        |
| Германия · Бельгия · Чехия · Дания · США · Франция · Италия · Нидерланды · Норвегия | Канада · Испания · Великобритания · Япония · Россия · Швейцария | Ирландия · Казахстан | Австралия · Новая Зеландия · Таиланд | Австрия · Азербайджан · Беларусь · Болгария · Колумбия · Коста-Рика · Эритрея · Словакия · Эстония · Гонконг · Республика Косово · Литва · Люксембург · Молдова · Польша · Португалия · Пуэрто-Рико · Румыния · ЮАР · Руанда · Словения · Сербия · Швеция · Украина | Афганистан · Албания · Бразилия · Чили · Хорватия · Эквадор · Гайана · Латвия · Марокко · Мексика |

## Маршрут
Протяженностью маршрута составила 126,8 километра. Старт располагался в Куфштайне земли Тироль. Первые 84,8 километров проходили по равнине в округе Швац через города Бух-бай-Енбах и Шарниц где пересекали реку Инн. Далее заехав в Терфенс предстояло преодолеть первый подъём протяжённостью 2,6 километра со средним градиентом 7% и максимальным до 14%, вертикальный подъём составил 350 метров. Его вершина располагалась на равнине в Гнаденвальде. После этого следовал спуск через Абзам, Таур и Рум до Инсбрука.
После этого предстояло преодолеть основной круг для групповой гонки расположенный в районе Инсбрука два раза. Протяжённость круга составляла 23,8 километра. Он включал подъём от Альдранса до горнолыжного курорта Пачеркофель расположенного на высоте 2446 м протяжённостью 7,9 километра с максимальным градиентом до 10%. Затем следовал 6 километровый спуск через небольшие города Игльс и Вилль, проходя мимо лыжного трамплина Бергизель и футбольного стадиона Тиволи в центре Инсбрука. Заключительная часть круга длинною 7 километров по равнине проходила в районе Брюке-Хёттингер-Аю до Святого Николауса, где они пересекали мост Кеттенбрюке. Финишный отрезок проходил по широкому бульвару Rennweg до финиша перед Императорским дворцом Хофбург.

## Результаты
| \| Генеральная классификация \| Генеральная классификация \| Генеральная классификация \| Генеральная классификация \| Генеральная классификация \| \| Гонщик \| Гонщик \| Команда \| Время \| \| \| ------------------------- \| ------------------------- \| ------------------------- \| ------------------------- \| ------------------------- \| \| 1-й \| Ремко Эвенепул \| Бельгия \| 3ч 03' 49 \| \| \| 2-й \| Мариус Майрхофер \| Германия \| + 1' 25 \| \| \| 3-й \| Алессандро Фанчеллу \| Италия \| + 1' 38 \| \| \| 4-й \| Александр Балмер \| Швейцария \| + 1' 38 \| \| \| 5-й \| Фредерик Вандал \| Дания \| + 3' 20 \| \| \| 6-й \| Gabriele Benedetti \| Италия \| + 3' 20 \| \| \| 7-й \| Aloïs Charrin \| Франция \| + 3' 20 \| \| \| 8-й \| Кевин Вермарке \| США \| + 3' 20 \| \| \| 9-й \| Антонио Тибери \| Италия \| + 3' 20 \| \| \| 10-й \| Шон Куинн \| США \| + 3' 25 \| \| |                     |           |           |
| |                     |           |           |
| Источник: ProCyclingStats |                     |           |           |
| Генеральная классификация |                     |           |           |
| Гонщик | Гонщик              | Команда   | Время     |
| 1-й | Ремко Эвенепул      | Бельгия   | 3ч 03' 49 |
| 2-й | Мариус Майрхофер    | Германия  | + 1' 25   |
| 3-й | Алессандро Фанчеллу | Италия    | + 1' 38   |
| 4-й | Александр Балмер    | Швейцария | + 1' 38   |
| 5-й | Фредерик Вандал     | Дания     | + 3' 20   |
| 6-й | Gabriele Benedetti  | Италия    | + 3' 20   |
| 7-й | Aloïs Charrin       | Франция   | + 3' 20   |
| 8-й | Кевин Вермарке      | США       | + 3' 20   |
| 9-й | Антонио Тибери      | Италия    | + 3' 20   |
| 10-й | Шон Куинн           | США       | + 3' 25   |